# 相生市民病院
相生市民病院（あいおいしみんびょういん）は、兵庫県相生市にある医療機関である。相生市病院事業の設置等に関する条例により設置された市立の病院である。救急指定は受けていない。

## 沿革
- 1946年4月 - 相生市立診療所が開院。
- 1960年4月 - 国民健康保険相生市民病院になる。
- 1970年4月 - 相生市民病院と改名。
- 1983年10月 - 現在地に新築移転。

## 診療科
- 内科
- 呼吸器内科
- 循環器内科
- 消化器内科
- 外科
- 消化器外科
- 乳腺外科
- 肛門外科
- 放射線科

## 交通アクセス
- JR西日本（新幹線・山陽本線・赤穂線）相生駅下車、徒歩約5分。[2]